# سن-دامیان، کبک
سَن-دامیان (به فرانسوی: Saint-Damien) قصبه‌ای در منطقه شهری ماتاوینی ناحیه لانودییر در استان کبک کانادا است. در سرشماری سال ۲۰۱۱ این قصبه ۲٬۰۴۷ نفر جمعیت داشته‌است و مساحت آن ۲۶۰٫۳۸ کیلومتر مربع است.